# Gamingbach
Der Gamingbach ist ein linker Zubringer zur Erlauf bei Kienberg in Niederösterreich.
Der Gamingbach entspringt im Schneegrübl, einem Moor an der Ostseite des Polzberges (1208 m ü. A.) südlich von Gaming und fließt über den Neudecker Graben ab. Im Oberlauf bis zum Fallbach als linken Zubringer wird der Gamingbach deshalb auch als Neudecker Graben bezeichnet. In Gaming nimmt der Gamingbach rechts den Herminenbach auf, der von der Herminenquelle über mehrerer Teiche abfließt, und später links den Mitteraubach, der beim Bodingsattel entspringt und vom Westen auf Gaming zufließt. Über Pockau, wo der aus Norden kommende Pockaubach links mündet, fließt der Gamingbach nach Kienberg und weiter zur Erlauf, in die er links einfließt. Sein Einzugsgebiet umfasst 54,0 km² in teilweise bewaldeter Landschaft.